# مامان احمق
مامان احمق (انگلیسی: Dummy Mommy؛‏ کره‌ای: 바보엄마) یک مجموعه تلویزیونی محصول کره جنوبی سال ۲۰۱۲ با بازی کیم هیون جو، ها هی را، آن سو هیون، کیم جونگ هون، کیم ته وو، یو این یونگ و گونگ هیون جو است. این مجموعه از ۱۷ مارس تا ۲۰ مه ۲۰۱۲، روزهای شنبه و یکشنبه ساعت ۲۱:۵۰ (کی‌اس‌تی) از اس‌بی‌اس پخش شد. این مجموعه بر پایه رمانی با همین نام اثر چوی یو کیونگ است که در ۲۸ اکتبر ۲۰۰۵ منتشر شد.

## بازیگران

### اصلی
- کیم هیون جو در نقش کیم یونگ جو
  - جو مین آه در نقش جوانی کیم یونگ جو
- ها هی را در نقش کیم سون یونگ
  - جو جونگ اون در نقش جوانی کیم سون یونگ
- آن سو هیون در نقش پارک دات بیول
- کیم جونگ هون در نقش لی جه‌ها
- کیم ته وو در نقش پارک جون دو
- یو این یونگ در نقش اوه چه رین
- گونگ هیون جو در نقش هان سو این